# Saint-Lô
Saint-Lô è un comune francese di 20 015 abitanti, capoluogo del dipartimento della Manica nella regione della Normandia.
È inoltre capoluogo della circoscrizione (arrondissement) omonima, una delle quattro del dipartimento, che comprende 11 cantoni e 123 comuni.

## Geografia fisica
La città sorge su uno sperone roccioso in scisto, tagliato dalle valli del torrente Dollée e della Vire. Facente parte della Communauté de Communes de l'Agglomération Saint-Loise, la città è decorata con la Legion d'onore.

## Storia
Un primo insediamento gallico fortificato aveva nome Briovère, che controllava il ponte sulla Vire, all'incrocio delle vie di comunicazione con la via d'acqua navigabile.
Il nome di saint-Laud (vescovo di Coutances nel 525-565, che costruì una residenza a Briovére e vi fu sepolto alla sua morte) è attestato a partire dalla metà dell'VIII secolo. Agli inizi del IX secolo una nuova cinta di mura fu edificata secondo la tradizione ad opera di Carlo Magno. La cinta racchiudeva un borgo fortificato (l'Enclos). Nell'890 la città subì un saccheggio durante un'incursione vichinga.
Il vescovo di Coutances, barone di Saint-Lô, Goffredo di Montbray, favorì lo sviluppo della città, dotata di un ponte e di numerosi mulini. L'imposta del tonlleu, dazio sulle merci trasportate crebbe considerevolmente nel corso dell'XI secolo.
La città fu la terza del ducato di Normandia dopo Rouen e Caen e passò alla Francia nel 1202. Nel XIII secolo vi risiedevano numerosi artigiani (lavorazione del cuoio, coltelli, oreficeria) e nel 1234 fu creata una confraternita di tessitori. Le fu accordato nel 1275 dal re Filippo III il privilegio di battere moneta, che conservò fino al 1693. Durante la guerra dei cent'anni fu saccheggiata dagli inglesi e nel 1347 fu colpita dalla peste. Nel 1378 ritornò alla Francia, per essere ripresa dagli inglesi tra il 1418 e il 1449. Lo stemma cittadino ha un unicorno e tre gigli di Francia, che le furono accordati dal re Luigi XI per la sua fedeltà alla corona.
Le guerre di religione le infersero duri colpi: fu presa dagli Ugonotti nel 1562 e divenne una piazzaforte protestante sotto la guida di Montgommery e del capitano Miette-Groucy. Fu quindi assediata e parzialmente distrutta nel 1574 dalle truppe reali guidate dal maresciallo de Matignon. Nel 1576 cessò la signoria dei vescovi di Coutances sulla città. Intorno alla metà del XVII secolo un tratto delle mura fu distrutto e la città si allargò con il sobborgo di Neufbourg. In seguito alla revoca dell'editto di Nantes nel 1685 numerosi artigiani abbandonarono la città.
Durante la Rivoluzione francese fu ribattezzata come "Rocher de la Liberté" ("Rocca della Libertà") e nel 1795 diventò capoluogo del dipartimento della Manica e prefettura. Nel corso dell'Ottocento fu visitata da Carlo X e da Luigi Filippo e nel 1858 vi passò la linea ferroviaria tra Parigi e Cherbourg con la relativa stazione, che affiancava la strada, creata nel 1761.

### Seconda guerra mondiale e ricostruzione
Durante la Seconda guerra mondiale fu occupata dall'esercito tedesco il 17 giugno del 1940. Durante la liberazione fu duramente bombardata dagli alleati nella notte del 6 giugno 1944, con violenti combattimenti che si susseguirono fino al 24 luglio (Operazione Cobra). La città fu distrutta al 97% con alte perdite tra la popolazione (circa 4000 morti).
Successivamente la città venne ricostruita nello stesso luogo, sebbene si sia discusso se lasciare le rovine com'erano edificando una nuova città nelle vicinanze. L'urbanistica della città ricostruita ha privilegiato la dispersione delle attività e delle abitazioni, con la realizzazione di ampie arterie per la circolazione e di numerosi spazi verdi.

## Economia
La città è un polo economico e commerciale per la circostante regione agricola, dotata di una serie di strutture di sostegno e a servizio del settore (analisi di controllo dei prodotti, centri di ricerca tecnologica e di formazione).

## Monumenti

### Le mura

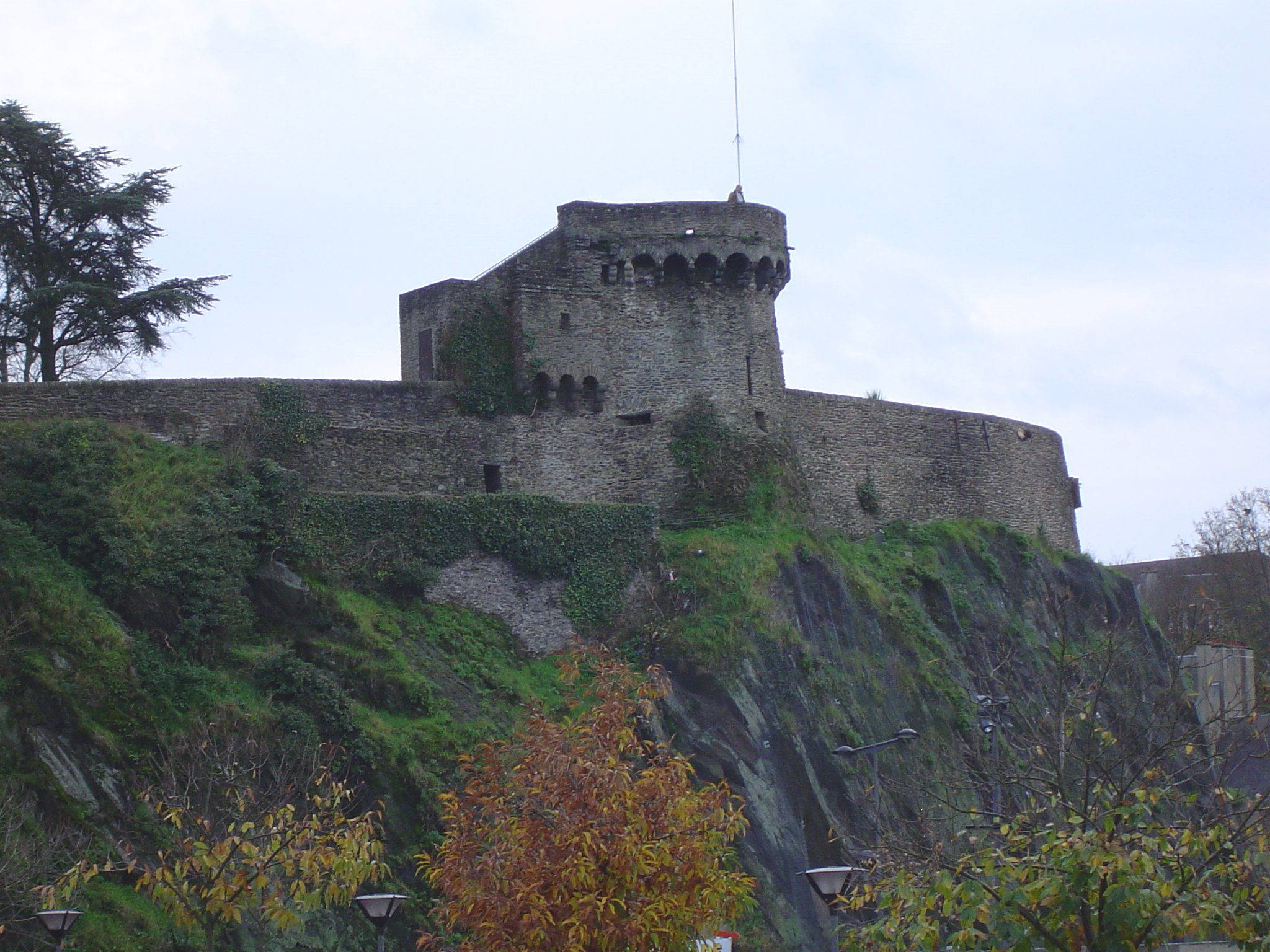
Le mura e la torre "des Beaux Regards"

Le mura carolinge rimpiazzarono un precedente recinto in legno con spesse murature in pietra locale. A partire dalla metà del XVII secolo le mura non più utilizzate furono in parte distrutte e vi si addossarono numerose abitazioni. Dopo le distruzioni del 1944 furono restaurate e sono nuovamente visibili.
Si conservano la tour des Beaux Regards ("torre dei Bei Sguardi"), un'antica torre angolare della fortificazione che domina in posizione panoramica il fianco più scosceso dello sperone, attualmente isolata in un giardino pubblico, e la tour de la Poudriére ("torre della Polveriera"), ultimo resto della cittadella, con l'attacco delle mura, di grande spessore, che chiudevano la cinta sul lato del Neufbourg.

### La chiesa di Notre-Dame

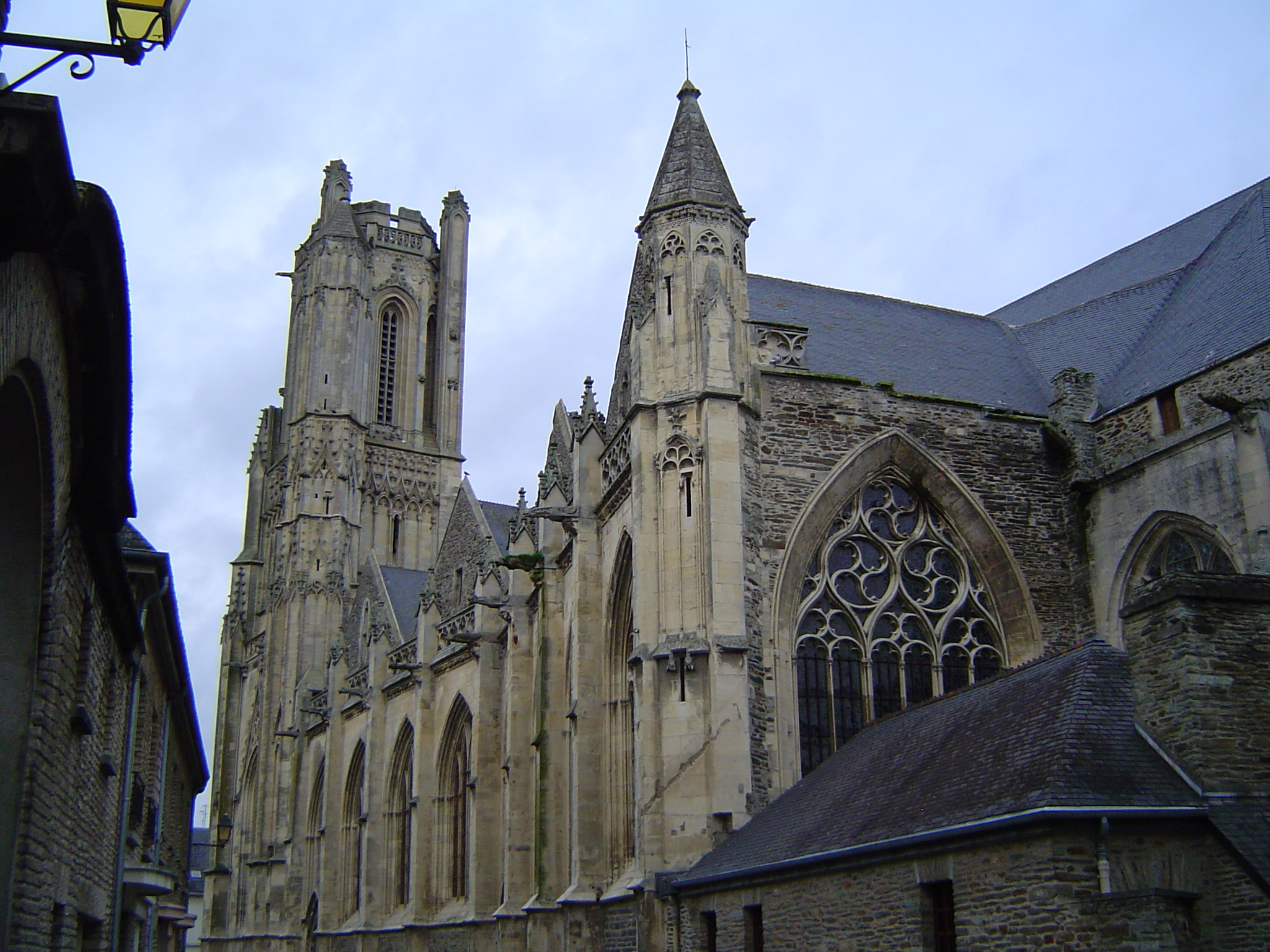
La chiesa di Notre Dame

La chiesa venne costruita nello scarso spazio disponibile all'interno dell'insediamento fortificato, al posto dell'antica cappella del castello (Sainte-Marie-du-Château), divenuta parrocchia nell'XI secolo. Alla fine del XIII secolo fu costruita la torre settentrionale e il vecchio coro in stile gotico. Nel corso del XV secolo furono ricostruite le navate, essendosi liberato spazio sufficiente per un ampliamento della chiesa, fu quindi sistemata la guglia della torre settentrionale e costruita la torre meridionale. Sotto Geoffroy Herbert, vescovo di Coutances (1488-1510) fu ricostruito il coro in stile gotico flamboyant, a cui venne aggiunto un deambulatorio. La facciata con due torri fu completata nel XV e XVI secolo e le torri furono dotate di alte guglie nel XVII secolo.
Fu pesantemente danneggiata dai bombardamenti del 1944: crollarono le volte della navata centrale, e la facciata con la torre settentrionale, mentre restarono in discreto stato la torre meridionale, privata della guglia di copertura, il coro e le navate laterali. La ricostruzione si prolungò fino al 1974. Dopo i primi lavori di restauro, si era prevista una ricostruzione identica all'edificio distrutto, riadoperando le pietre originali (architetto Louis Barbier), mentre successivamente si decise di seguire il principio di lasciare visibile lo stato di rovina, facendone un memoriale contro la guerra (architetto Yves Marie Froidevaux). La facciata fu dunque ricostruita come un anonimo muro in pietra, leggermente rientrante rispetto all'originale, con tre portali in bronzo istoriati. Contemporaneamente fu restaurato l'interno. Resti delle parti distrutte sono visibili in un piccolo museo visitabile all'interno. Alcune delle vetrate, risalenti al XV secolo si sono conservate in quanto erano state per sicurezza staccate e conservate in luogo sicuro.
All'esterno, all'angolo tra il fianco settentrionale e il deambulatorio fu costruito un pulpito, destinato a rendere pubblici gli atti amministrativi civili del vescovo di Coutances, che era anche barone di Saint-Lô. Da questo pulpito si tennero le prediche di san Giovanni Eudes (nella seconda metà del XVII secolo) e di san Luigi Maria Grignion di Montfort (inizi del XVIII secolo), che si rivolgevano ai fedeli riuniti nel cortile del palazzo episcopale. Al pulpito si interessò Victor Hugo, che ne impedì la distruzione in occasione di un programma di ampliamento urbano nel 1863.
La statua di Notre-Dame du Pilier, il cui culto fu probabilmente importato dalla Spagna da san Vincenzo Forrier, "apostolo del Rosario, che predicò in città nel 1418 fu donata alla città nel 1467 dal re Luigi XI. Fu danneggiata una prima volta dagli Ugonotti nel 1561 e ancora durante la Rivoluzione francese e infine ridotta in pezzi dai crolli nel 1944. Restaurata è attualmente collocata su una colonna nella cappella absidale.

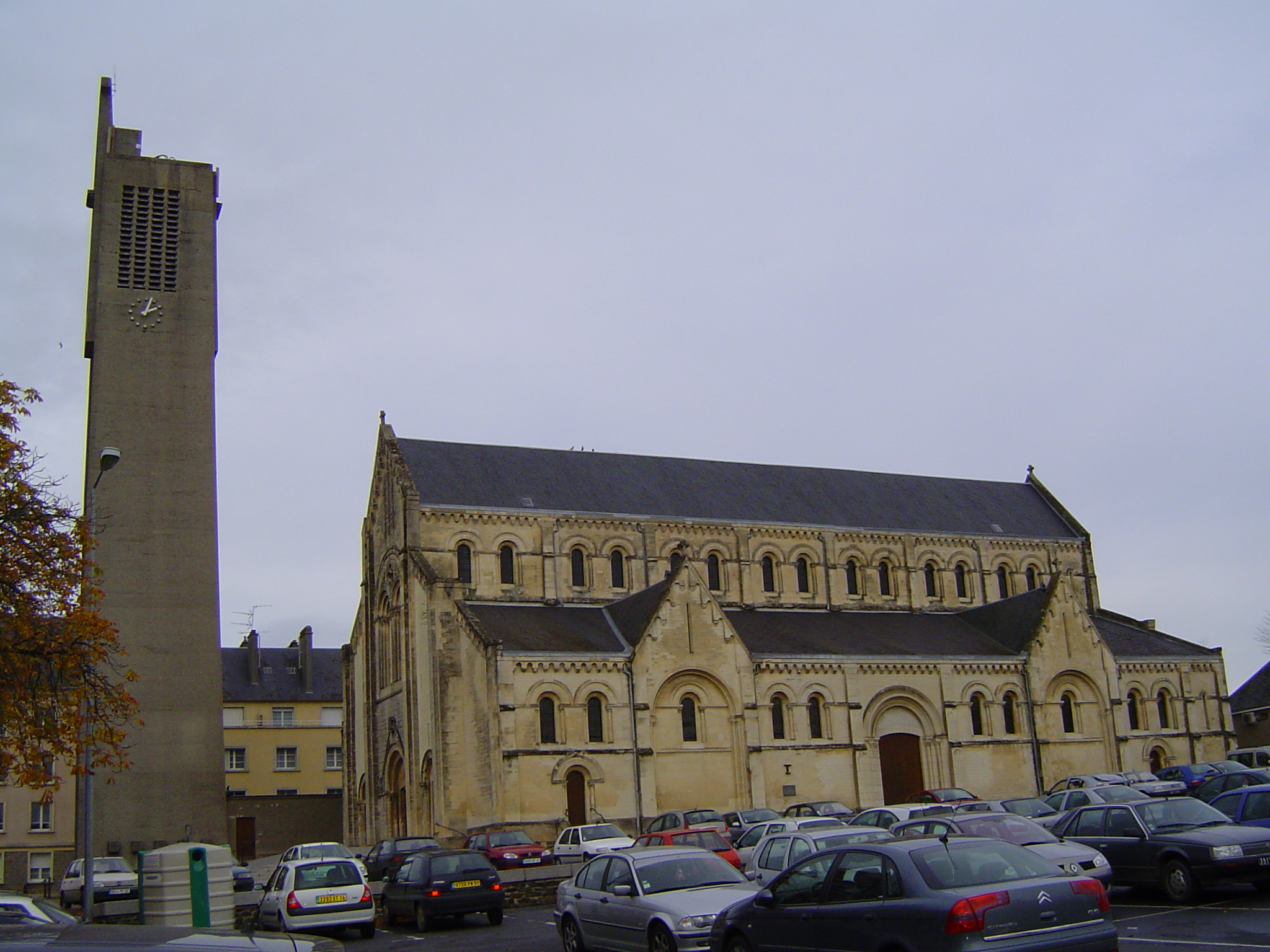
La chiesa della Sainte-Croix

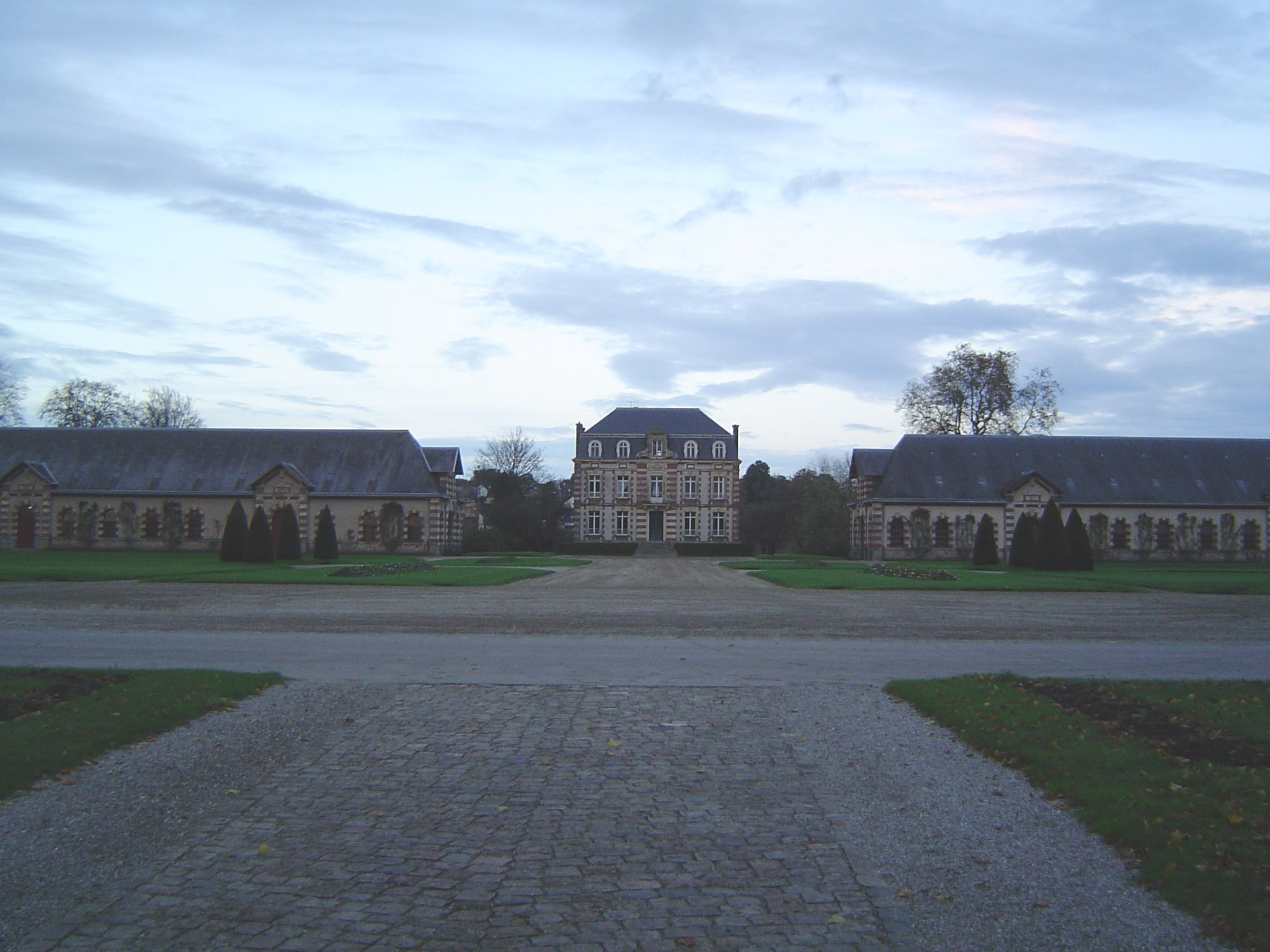
Haras

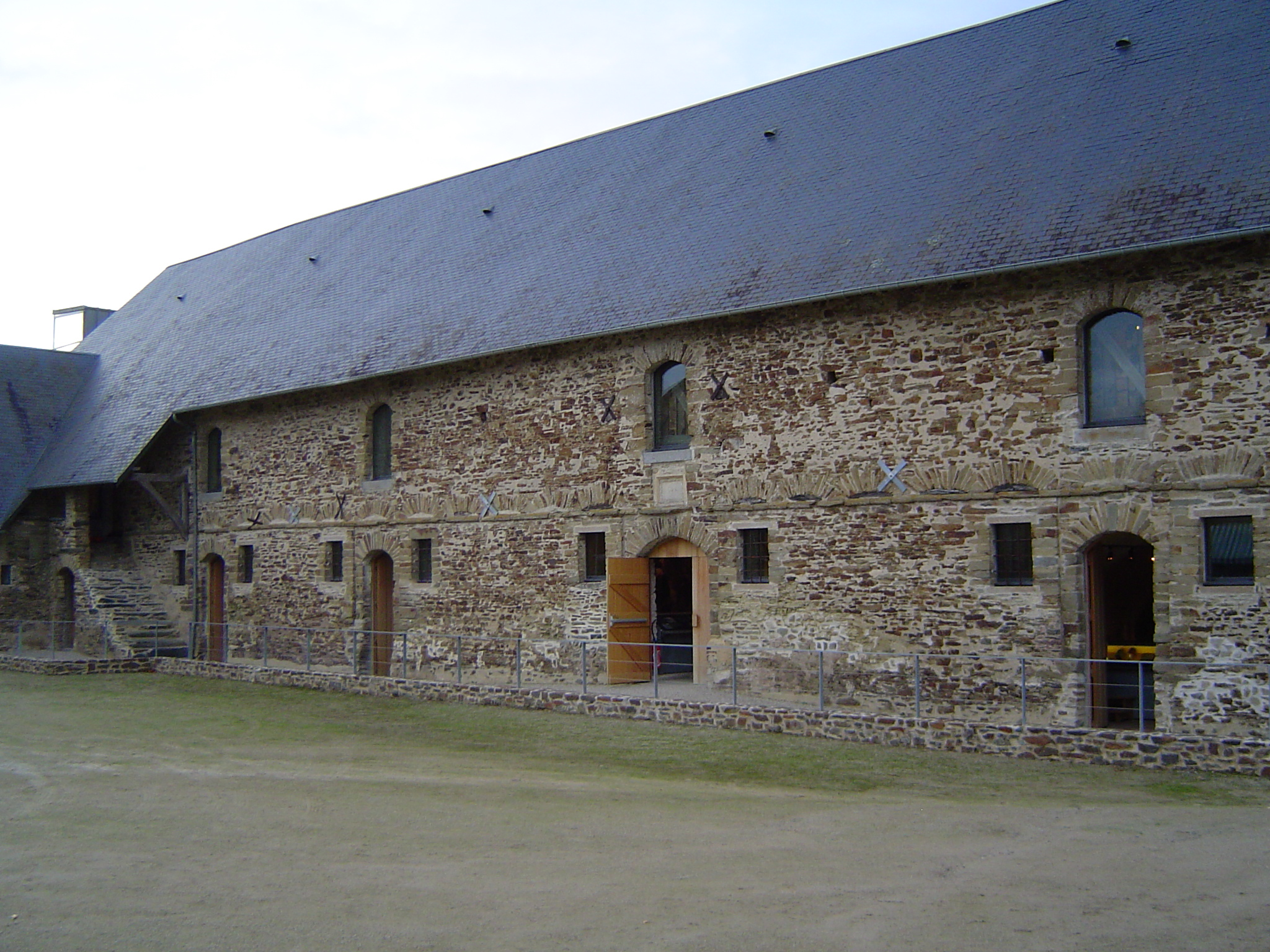
La fattoria di Boisjugan, sede del museo del Bocage normand

### Chiesa abbaziale dellaSainte-Croix("Santa Croce")
Secondo la tradizione una cappella dedicata alla Santa Croce sarebbe stata costruita nel IV secolo da sant'Elena, mentre sarebbe stato Carlo Magno a fondare un'abbazia dedicata a "Saint Etienne" (santo Stefano). Un'abbazia agostiniana fu istituita dal vescovo di Coutances Algare nel 1132.
La chiesa romanica fu consacrata nel 1202, subì numerosi rimaneggiamenti, in particolare la costruzione del coro verso la fine del XV secolo, al posto di un antico transetto. Delle fasi più antiche si conservano attualmente il portale e le prime campate dell'interno. Il prolungamento gotico della navata, poco sicuro, fu probabilmente abbattuto durante la Rivoluzione francese. Il campanile, innalzato nel 1860-63, insieme ad un prolungamento della navata e all'aggiunta delle navate laterali più esterne. Il campanile fu distrutto nei bombardamenti del 1944 e successivamente sostituito da un campanile in cemento con forme moderne.
Gli edifici conventuali, trasformati in stalle, sono scomparsi e resta solo l'antico maneggio, costruito nel 1850 che attualmente è trasformato in sala da concerti per musica rock ("Normandy").

### Museo delle Belle Arti (Musée des Beaux-Arts)
Fondato nel 1835 fu interamente distrutto nel 1944.
Conserva collezioni di arazzi, tra cui emerge un capolavoro tessuto a Bruges alla fine del XVI secolo ("enture des Amours de Gombault et Macée"), dipinti di numerosi artisti e disegni di Jean Callot, Tiepolo, Géricault e Gustave Doré. Una sezione è dedicata alla storia cittadina, con testimonianze della città precedenti alle distruzioni del 1944. Vi è esposto anche il marbre de Thorigny (o marbre de Torigni), un'iscrizione romana del III secolo DC, ritrovata nel XVI secolo a Vieux, distrutta durante la guerra e ricostruita dai frammenti.

### Haras
Sotto Napoleone I, nel 1806, fu creato il centro ippico di Saint-Lô, che faceva parte dell'istituzione degli "Étalons royaux" ("stalloni reali"), da parte di Colbert nel XVII secolo. Nel 1912 il centro ospitava 422 stalloni, suddivisi nel "Depot ancien, scomparso sotto i bombardamenti del 1944, e del Depot nuveau, costruito nel 1879. Le stalle continuano la loro attività e sono specializzate nelle razze del Cob normand e del Selle français, ospitando circa 80 stalloni.

### Ospedale memoriale franco-americano (Hôpital Mémorial France Étas-Unis)
Dopo la guerra e la distruzione nel 1944 dell'ospedale cittadino un nuovo edificio fu costruito a spese degli Stati Uniti nel 1956, ad opera dell'architetto Paul Nelson. L'ospedale, il primo moderno realizzato in questa zona, servì da modello per tutta l'architettura ospedaliera della seconda metà del XX secolo. I principi che lo caratterizzano sono la posizione extraurbana, la separazione funzionale degli edifici, alzato poggiante su pilastri, locali spaziosi e ampi corridoi di circolazione, stanze orientate verso sud e con vista sulla campagna, colori tenui. In particolare risultò di grande importanza la dislocazione su un unico piano dei servizi diagnostici e di terapia, mentre le stanze di degenza occupano gli altri piani

### Musée du Bocage normand
La fattoria di Boisjugan (tra XVII e XIX secolo) ospita dal 1989 il museo, completamente rinnovato tra il 2000 e il 2004. La fattoria mostra una tipica corte rettangolare intorno a cui sorgono le abitazioni e i locali per le diverse attività agricole. Il museo si occupa principalmente delle attività tradizionali dell'allevamento bovino ed equino e ospita collezioni di strumenti tradizionali.

## Società

### Evoluzione demografica
Abitanti censiti

## Amministrazione

### Gemellaggi
- Saint-Ghislain, dal 1962
- Aalen, dal 1979
- Christchurch, dal 1985
- Roanoke, dal 1999
- Quartiere di Kervenanec a Lorient in Francia (dipartimento del Morbihan), dal 1988